# Porsuk-Talsperre
Die Porsuk-Talsperre (türkisch Porsuk Barajı) liegt am Fluss Porsuk Çayı, einem Nebenfluss des Sakarya, 30 km südwestlich der Provinzhauptstadt Eskişehir in der gleichnamigen westtürkischen Provinz.
Die Porsuk-Talsperre wurde in den Jahren 1966–1972 zum Zwecke der Bewässerung, Abflussregulierung und Trinkwasserversorgung als Beton-Gewichtsstaumauer erbaut.
Die Staumauer besitzt eine Höhe von 49,7 m über der Talsohle und ein Mauervolumen von 223.000 m³. Der zugehörige Stausee reicht in die Nachbarprovinz Kütahya und bedeckt eine Fläche von 27,7 km². Das Speichervolumen beträgt 525 Mio. m³.  
Die Talsperre ist für die Bewässerung einer Fläche von 26.970 ha ausgelegt.